# Philipp Simon (Fußballspieler)
Philipp Simon (* 10. Januar 1994 in Lendersdorf) ist ein deutscher Fußballspieler.

## Karriere
Simon wechselte 2006 aus der Jugend des 1. FC Köln in die Jugendabteilung von Alemannia Aachen. Dort durchlief er bis alle Jugendmannschaften bis zur A-Jugend.
In der Drittligasaison 2012/13 feierte Simon sein Debüt in der ersten Mannschaft, als er am 23. März 2013 bei der 0:2-Niederlage gegen Wacker Burghausen in der 73. Spielminute für Sascha Marquet eingewechselt wurde. Bis zum Saisonende folgten zwei weitere Einsätze; einer von Beginn am 37. Spieltag gegen die zweite Mannschaft des VfB Stuttgart. Ansonsten spielte Simon mit dem Aachener Nachwuchs in der A-Jugend-Bundesliga, in zwei Jahren absolvierte er 48 Juniorenbundesligaspiele und erzielte vier Tore. Im Sommer 2013 wechselte der 19-Jährige zum Landesligisten FC Düren-Niederau.
Hier stand er bis Sommer 2014 unter Vertrag, ehe er zum FC Bergheim 2000 in die Mittelrheinliga wechselte. Nach dem Abstieg von Bergheim in der Saison 2014/2015, verließ er den Verein. Im Juli 2015 wechselte Simon zu Borussia Freialdenhoven. Hier spielte er insgesamt 3 Jahre für den Verein in der Mittelrheinliga. Im Sommer 2018 verließ er den Verein und schloss sich dem TV Herkenrath an, welcher in der Spielzeit 2018/2019 als Aufsteiger in der Regionalliga West antritt. Dort bestritt er 14 Regionalliga-Spiele, bevor er in der Winterpause zum 1. FC Düren, Nachfolgerverein des FC Düren-Niederau, zurückkehrte.
In der Spielzeit 2019/2020 gewann er mit dem 1. FC Düren den Mittelrheinpokal im Finale am 22. August 2020 gegen Alemannia Aachen. Somit nahm der 1. FC Düren in der Spielzeit 2020/21, erstmals am DFB-Pokal teil und trafen dabei in der 1. Hauptrunde auf den amtierenden Triple-Sieger FC Bayern München. Simon stand bei dieser 0:3-Niederlage in der Startelf und wurde in der 53. Spielminute für Adam Matuszczyk ausgewechselt. Simon ist Kapitän der Dürener und Co-Trainer U-11.
Zur Spielzeit 2023/24 schließt sich Simon dem FC Teutonia Weiden in der Landesliga Mittelrhein an.